# Ernst Wiskott
Carl Ernst Wiskott (* 20. April 1879 in Essen; † 23. November 1934 in Berlin) war ein preußischer Verwaltungsjurist und Landrat des Kreises Beeskow-Storkow (1913–1933).
Zudem war er Gründer des Milchversorgungsverbandes Berlin sowie Staatssekretär im preußischen Landwirtschaftsministerium (1933–1934). Wiskott amtierte auch als Direktor der Straßenbahngesellschaft in Hannover.

## Leben und Tätigkeit
Wiskott studierte Rechtswissenschaften. 1903 wurde er an der Universität Leipzig mit einer Arbeit über die Urkundenqualität von Telegrammen zum Dr. jur. promoviert. 1901 bis 1906 stand er nach dem juristischen Vorbereitungsdienst als Gerichts- und Regierungsreferendar im preußischen Staatsdienst. 1906 wurde er zum Regierungsassessor ernannt. Von 1906 bis 1909 war er als Hilfskraft beim Landratsamt in Schwetz, von 1909 bis 1910 bei der Regierung in Schleswig beschäftigt. Von 1910 bis 1913 war er aushilfsweise im Ministerium für Handel und Gewerbe tätig.
1913 wurde Wiskott kommissarisch die Verwaltung des Landratsamts im Kreise Beeskow-Storkow anvertraut. Im Mai 1914 wurde er zum ordentlichen Landrat dieses Kreises bestellt. Von 1914 bis 1918 nahm er als Hauptmann der Reserve am Ersten Weltkrieg teil, in dem er u. a. mit dem Eisernen Kreuz beider Klassen und dem Verdienstkreuz für Kriegshilfe ausgezeichnet wurde. Nach Kriegsende übernahm er die Stellung des Landrates in Beeskow-Storkow, die er nominell auch während seines Kriegseinsatzes innegehabt hatte, auch de facto wieder.
Daneben war er Mitglied des Brandenburgischen Provinziallandtages und Provinzialausschusses.

## Ehe und Familie
Wiskott heiratete Katharine Ukert (* 1892), die Tochter von Valeria von Gansauge und Hans Ukert, ehemaliger Regierungspräsident in Schleswig (1909–1915) und Liegnitz (1915–1919).

## Schriften
- Die Urkundenqualität der Telegramme nach dem geltenden deutschen Recht, Leipzig 1903. (Dissertation)